# 孝安元皇后
孝安元皇后秦氏（？—？），後晉靖祖石璟妻。
秦氏事跡不詳，只知她嫁與後晉靖祖及生後晉肅祖石彬。天福（937年）五月，後晉高祖石敬瑭追尊秦氏諡號為孝安元皇后。